# Riet Vell
La zona humida de Riet Vell, amb una superfície de 10,5 hectàrees, és una zona humida d'origen artificial que es troba localitzada al terme municipal d'Amposta, al bell mig del Delta de l'Ebre. Es tracta d'un espai que forma part d'una zona molt més complexa i àmplia, la Reserva Natural de Riet Vell. Aquesta, gestionada per SEO/Birdlife i Riet Vell, consta d'un total de 55 hectàrees en el qual es combinen els arrossars ecològics amb la zona humida que ens ocupa en aquest inventari.
De la Reserva, només tres zones han estat considerades per a la inclusió del present inventari. En primer lloc trobem una llacuna d'aigua dolça situada en un antic llit del riu que es va anar colmatant amb el temps i que es decidí restaurar els anys 1999-2000. La llacuna, única llacuna d'aigua dolça del Delta de l'Ebre, rep l'aigua, principalment dels arrossars ecològics i és bombejada al desguàs del Riuet. En segon lloc trobem els prats de jonqueres, amb 1,5 hectàrees inundades a l'hivern i seques a l'estiu i, per acabar, una extensa zona de canyissar, a l'est de la llacuna.

## Flora i fauna
A l'espai destaquen les grans extensions de comunitats helofítiques de boga (Typha angustifolia) i canyís (Phragmites australis). També hi destaca l'abundant presència de lliri groc (Iris pseudacorus) i joncs diversos (Juncus sp., Scirpus sp.), tant a la zona de jonquera com a la llacuna. Cal mencionar que a la llacuna es porta una gestió molt acurada de plantació de boga allà on és necessari per a afavorir les condicions ecològiques de l'espai.
Pel que fa a la fauna, l'espai esdevé un hàbitat ideal de peixos i aus aquàtiques importants. Cal destacar la migració de primavera i tardor així com l'abundància estival d'ardèids i la presència d'espècies com la polla blava (Porphyrio porphyrio). A més, s'hi poden trobar espècies com el martinet menut (Ixobrychus minutus), la fotja (Fulica atra), l'agró roig (Ardea purpurea), el martinet ros (Ardeola ralloides), els cames llargues (Himantopus himantopus) o l'esplugabous (Bubulcus ibis), entre moltes altres.

## Història
És una de les zones del delta més antigues de les que es tenen registres escrits. Al segle vi era una de les tres boques que feien desembocar el riu al mar i progressivament es va anar tancant. Havent-se usat la llacuna interior com a port es va abandonar com descriu el cronista local Cristòfor Despuig cap al segle xvi. Fou un dels punts de línia divisòria històrica entre els territoris d'Amposta i Tortosa.

## Protecció
Tant la llacuna com les jonqueres o el canyissar es troben en molt bon estat de conservació. Es du a terme una gestió de forma continua de l'espai i, no només de la zona considerada al present inventari, sinó de tota la reserva natural. Concretament a la reserva s'ha establert un Centre per la Conservació i el Desenvolupament sostenible de les Zones Humides per tal de desenvolupar tècniques agronòmiques sostenibles, projectes demostratius de gestió integrada als aiguamolls i projectes de recerca en col·laboració amb les universitats. La Reserva presenta també un paper important en el sector de la divulgació i educació ambiental, presentant itineraris interpretatius per al públic, educació ambiental per a escoles, programes de voluntariat i camps de treball. A l'espai s'hi localitzen dos aguaits que permeten observar una àmplia varietat d'aus representatives de la diversitat d'ambients naturals del Delta.
La zona humida de Riet Vell forma part de l'espai de la Xarxa Natura 2000 ES0000020 "Delta de l'Ebre".